# Рамбла

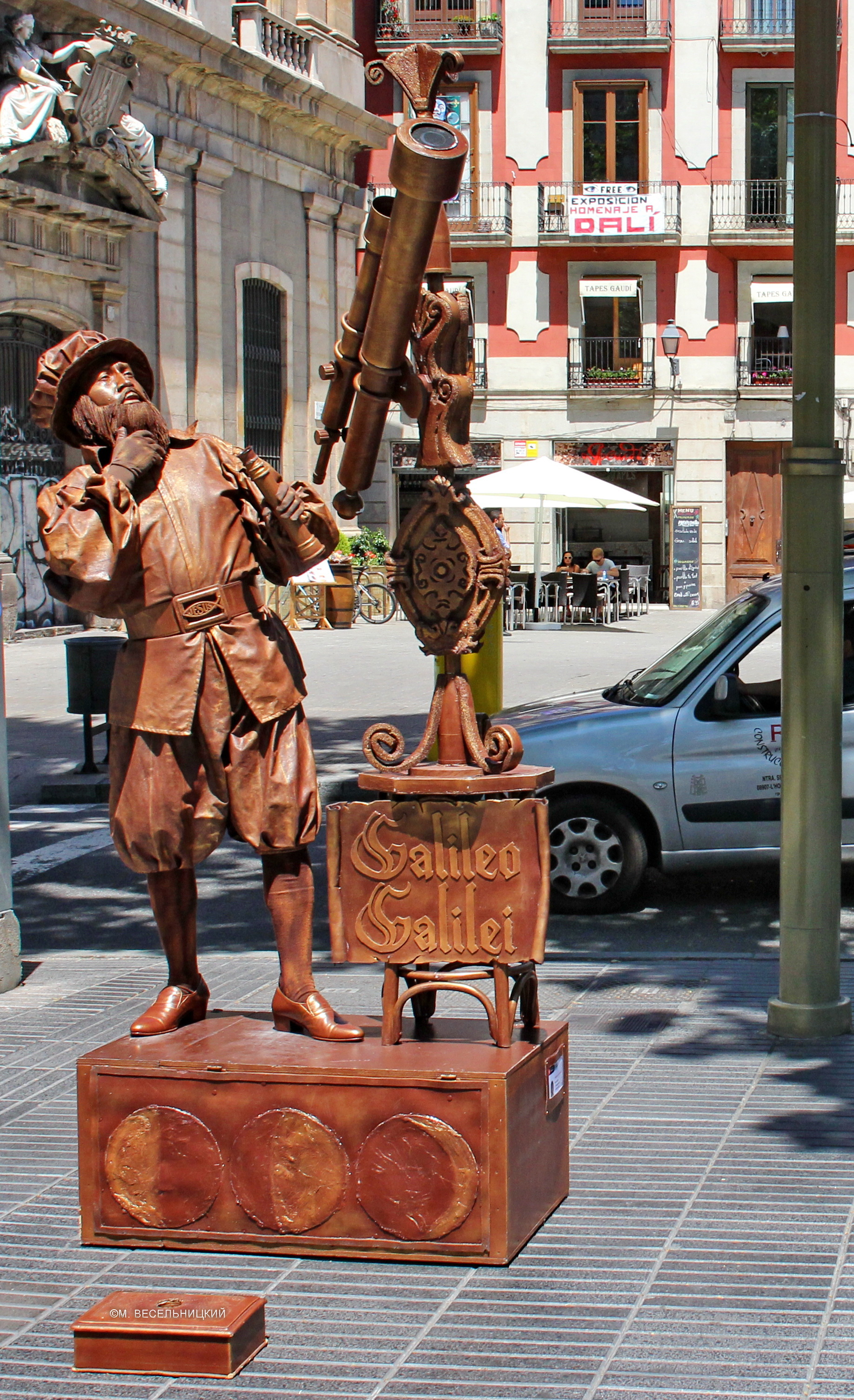
Живая статуя Галилео Галилея на Рамбла

Рамбла (Рамблас) (кат. Rambles, исп. Ramblas) — пешеходная улица в центре Барселоны. Граница между Готическим кварталом и кварталом Эль Раваль. Идёт от площади Каталонии до площади Портал де ла Пау. Протяжённость — 1,2 км.

## Участки Рамблы
Рамбла фактически состоит из 5 отдельных бульваров, переходящих друг в друга: Рамбла Каналетес, Рамбла Учения, Рамбла Цветов, Рамбла Капуцинов и Рамбла св. Моники. Иногда к Рамбле относят и так называемую Морскую Рамблу. На этой улице расположен Музей восковых фигур Барселоны.

### Каналетес

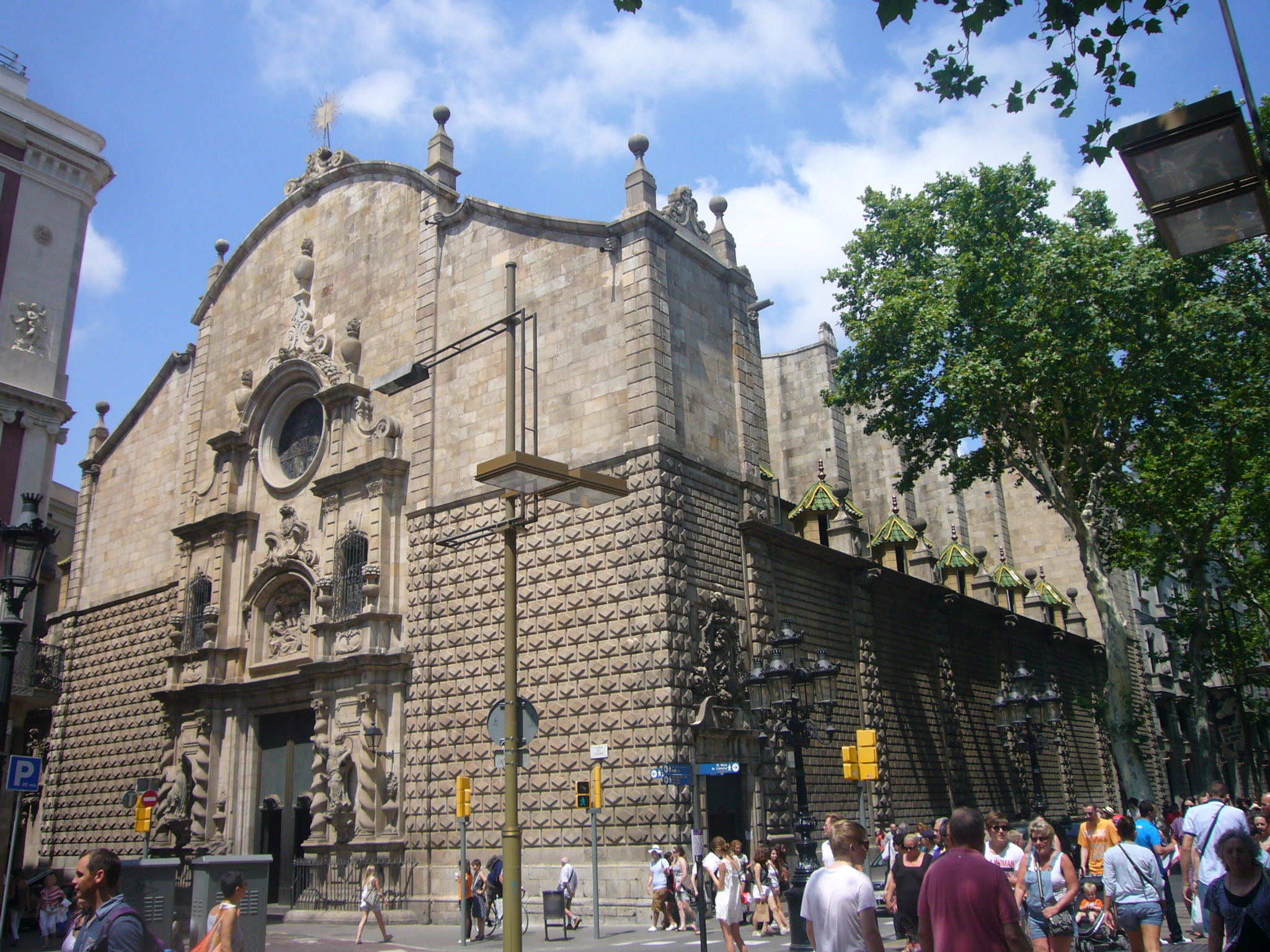
Церковь Богоматери Вифлеемской

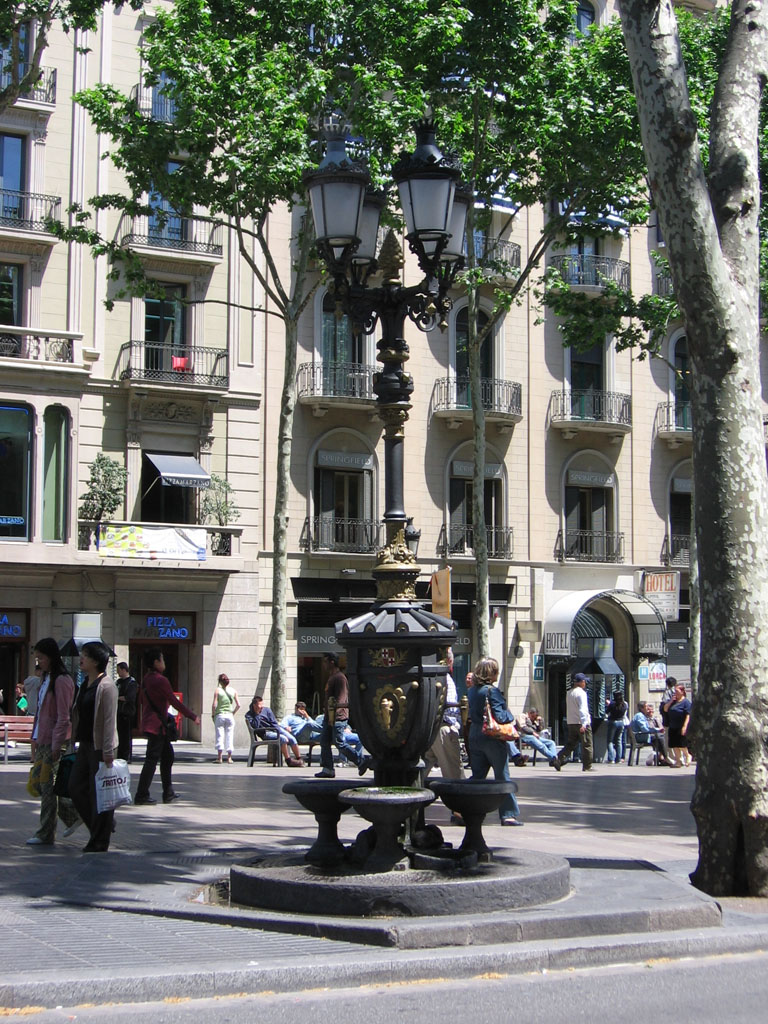
Фонтан Каналетес

Бульвар «Каналетес» (кат. Canaletes) — находится рядом с площадью Каталонии. Получил своё название по чугунному питьевому фонтанчику XIX века. Данный фонтан популярен среди туристов, так как на небольшой табличке на нём написано, что «любой, кто выпьет воды из этого фонтана, влюбится в Барселону и вновь сюда вернётся». Кроме того, у этого фонтана — место сбора болельщиков футбольного клуба «Барселона».

### Рамбла Учения
Рамбла Учения (кат. Rambla dels Estudis) — бульвар, названный в честь ранее находившегося здесь университета, закрытого королём Филиппом V и переведённого в город Сервера. В настоящее время здесь продают птиц. На этом участке расположен театр «Полиорама», барочная церковь Вифлеемской Богоматери, построенная по проекту архитектора Жузепа Жули (около 1680 г.).

### Рамбла Цветов

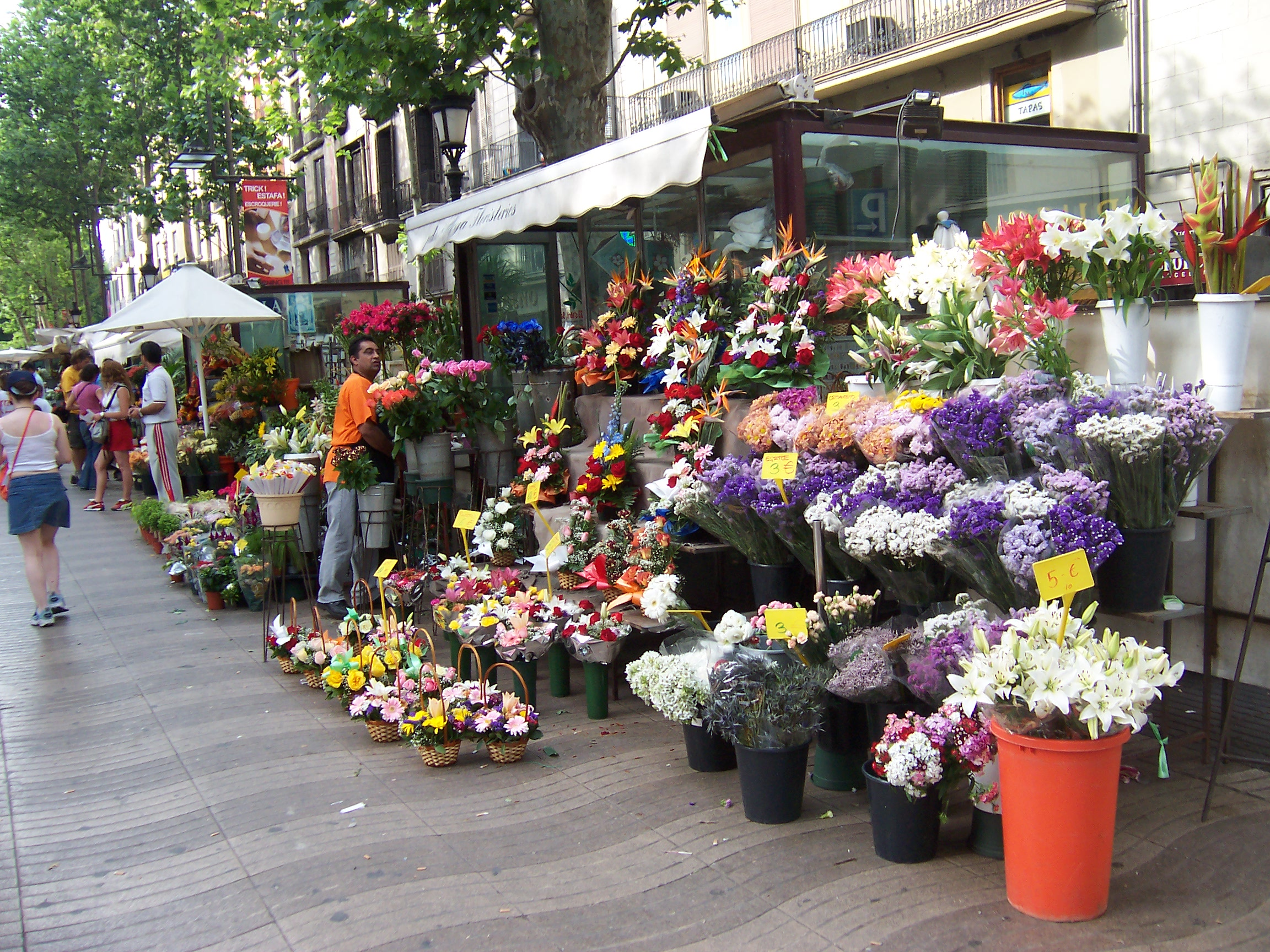
Цветочный магазин на Рамбле

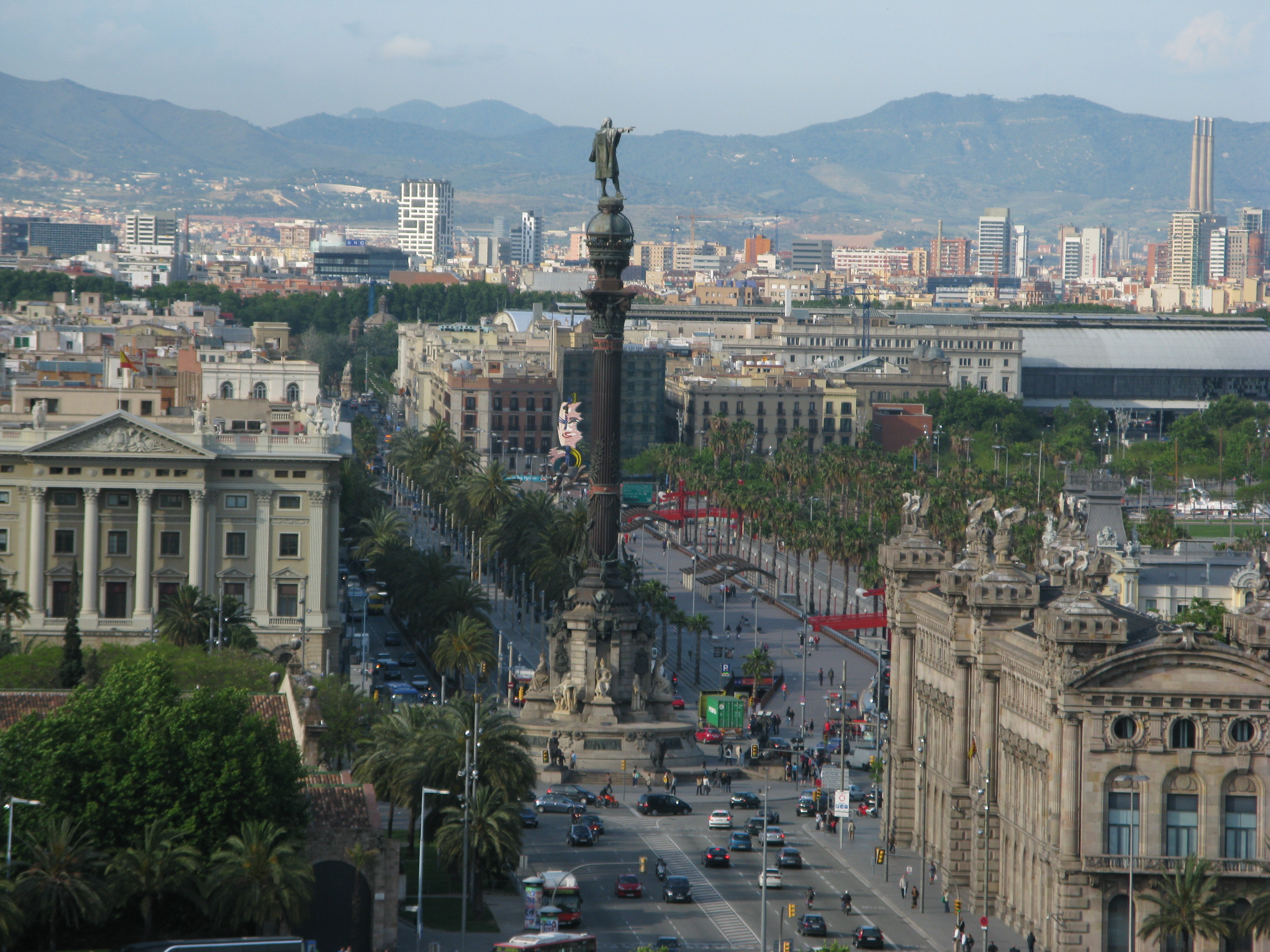
Рамбла св. Моники, площадь Портал де ла Пау и памятник Колумбу.

Рамбла цветов (кат. Rambla de les Flors) (или Рамбла св. Иосифа" (кат. Rambla de Sant Josep)). Начинается от угла улицы Портаферриса (кат. Portaferrissa). На этом участке расположен Дворец Вице-королевы (кат. Palau de la  Virreina), построенный в 1775 г. по заказу вице-короля Перу Мануэля д’Амата, где позже жила его вдова. Там расположен рынок Бокерия, обладающий самым большим ассортиментом продуктов в городе. На площади Пла дель Ос (кат. Pla de l'Os) находится мозаика работы Жоана Миро, выложенная на тротуаре.

### Рамбла Капуцинов
Рамбла Капуцинов (кат. Rambla dels Caputxins) начинается от дома Бруно Квадрас (кат. Casa Bruno Quadras). На этом участке расположен оперный театр Гран-театр Лисео (кат. Gran Teatre del Liceu). Далее по бульвару расположен памятник каталонскому драматургу и поэту Фредерику Солеру и театр «Принсипаль» — первый театр Барселоны.

### Рамбла св. Моники
Ближе к морю бульвар называется Рамбла св. Моники (кат. Rambla de Santa Mònica). Бульвар заканчивается на площади Портал де ла Пау (кат. Portal de la Pau), что означает «Врата мира». Центр площади занимает памятник Колумбу — 80-метровая колонна, являющаяся одним из символов города. Монумент построен по проекту архитектора Гайетана Буигас-и-Монрава. На площади находятся здания верфи и таможни.

### Морская Рамбла

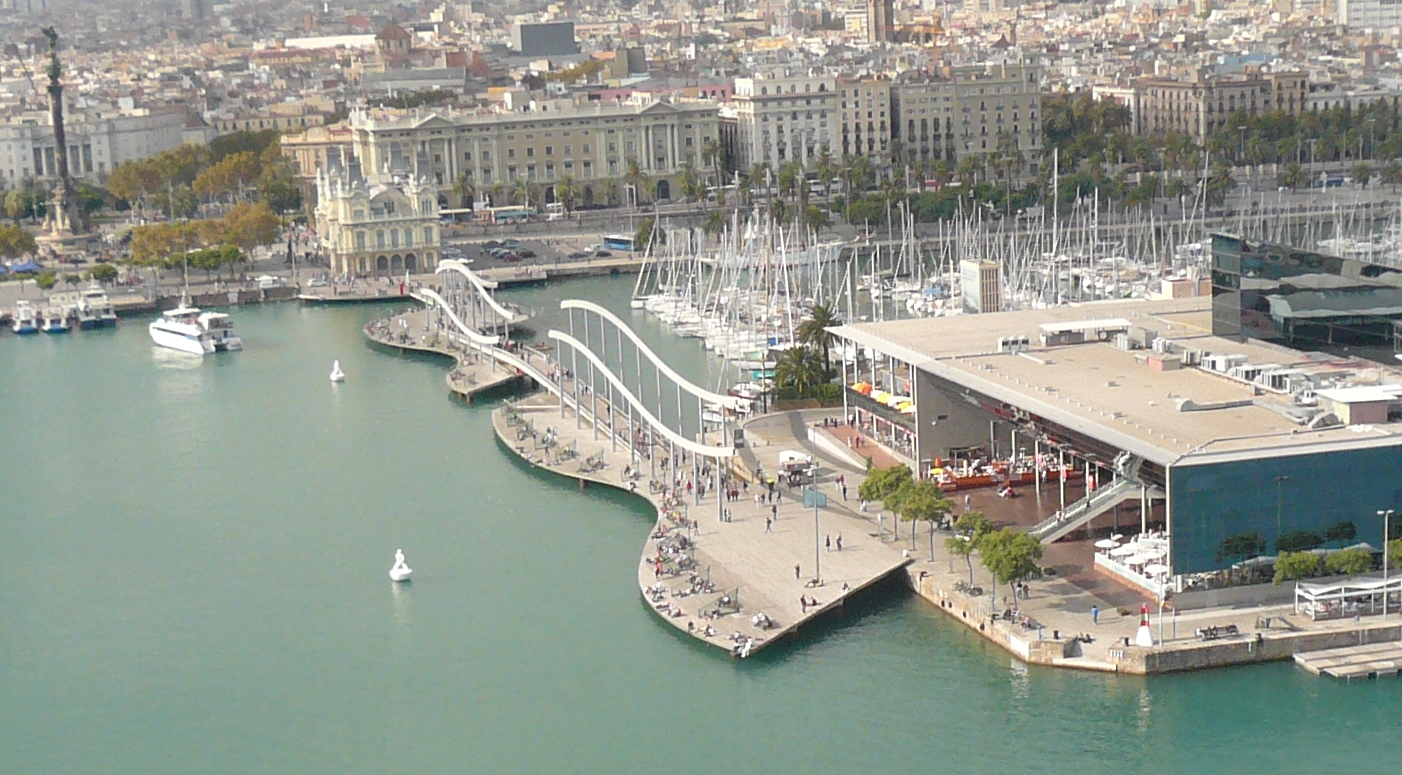
Морская Рамбла

К Олимпийским играм 1992 года был построен пешеходный мост, получивший название Морская Рамбла (кат. Rambla del Mar) и ведущий к «Маремагнуму» — современному торговому центру, расположенному прямо на воде Барселонского порта.

## Теракт 2017 года
17 августа 2017 года белый Fiat Talento въехал на улицу Рамбла и сбил пешеходов. Пострадали более 100 человек, погибли 15.